# Picot arlequí
El picot arlequí (Xiphidiopicus percussus) és una espècie d'ocell endèmica de Cuba, igual que el seu gènere, del que és l'única espècie. Pertany a la família Picidae de l'ordre Piciformes. És una de les aus més belles de Cuba. El nom específic percussus significa ‘ensagnat’.